# Бал-Тамак
Бал-Тамак (тат. Балтамак) — деревня в Сармановском районе Татарстана. Входит в состав Рангазарского сельского поселения.

## География
Находится на реке Рангазарка, в 18 км к востоку от села Сарманово.

## История
Основана в 1883 году. В дореволюционных источниках известна как Баллы-Тамак. В конце XIX века земельный надел сельской общины составлял 531,5 десятину. До 1920 года деревня входила в Альметь-Муллинскую волость Мензелинского уезда Уфимской губернии. С 1920 года в составе Мензелинского, с 1922 — Челнинского кантонов ТАССР. С 10.08.1930 в Сармановском районе .

## Население
| 1859 | 1884 | 1926 | 1938 | 1949 | 1958 | 1970 | 1979 | 1989 | 2000 |
| ---- | ---- | ---- | ---- | ---- | ---- | ---- | ---- | ---- | ---- |
| 180  | 259  | 237  | 299  | 206  | 180  | 167  | 113  | 54   | 34   |

Национальный состав села — татары .

## Экономика
Свиноводство .